# Kayleth
Kayleth is een computerspel dat werd ontwikkeld en uitgegeven door Adventuresoft. Het spel kwam in 1986 uit voor de ZX Spectrum en een jaar later volgde de Commodore 64. Het spel is een Engelstalig avonturenspel.

## Platforms
| Jaar | Platform     |
| ---- | ------------ |
| 1986 | ZX Spectrum  |
| 1987 | Commodore 64 |

## Ontvangst
| Beoordeeld door                | Jaar | Platform     | Score |
| ------------------------------ | ---- | ------------ | ----- |
| Computer Gamer                 | 1987 | ZX Spectrum  | 80%   |
| ASM (Aktueller Software Markt) | 1987 | Commodore 64 | 77%   |
| Tilt                           | 1987 | Commodore 64 | 40%   |